# XBRL
 Der er for få eller ingen kildehenvisninger i denne artikel, hvilket er et problem. Du kan hjælpe ved at angive troværdige kilder til de påstande, som fremføres i artiklen.

XBRL (eXtensible Business Reporting Language) er en teknisk standard til digitalisering af forretningsoplysninger.
Målsætningen med XBRL er at etablere en standard, som sikrer, at al forretningsmæssig rapportering kan digitaliseres ved kilden, baseret på fælles definitioner, og derefter distribueres digitalt, så enhver modtager kan indlæse rapporteringen i sin computer og bearbejde data efter eget behov.
XBRL-standardens styrke er, at den understøtter de semantiske sammenhænge fra lovgivning eller anden regulering til selve rapporten. Alle former for forretningsoplysninger og -rapporteringer kan digitaliseres ved brug af XBRL-sproget.
XBRL-standarden er en såkaldt fri og åben standard. Det betyder, at den er gratis at anvende og at udviklingen foregår i et åbent miljø omkring XII. Selve XBRL logoet må dog kun anvendes af medlemmer af XBRL organisationen.

## De primære XBRL-komponenter
En XBRL-løsning består af to dele:
- Taksonomien, som er en bruttoliste med alle de indholdsdefinitioner (metadata), der kan anvendes i den tiltænkte rapportering
- Instansen, som er selve rapporten

### Taksonomien
Taksonomien og kvaliteten heraf er afgørende for ethvert XBRL-projekt. Det skyldes, at taksonomien bruges såvel ved opbygning af rapporteringen som ved forbrug af rapporteringen. Den største udfordring ved at komme i gang med XBRL er derfor at få udarbejdet en taksonomi i en tilstrækkelig god kvalitet, som dækker den tiltænkte rapportering.
Internationalt set er der etableret mange taksonomier. Hovedparten er afspejler regnskabsrapporteringsregelsæt. Der findes fx taksonomier for de internationale regnskabsstandarder IFRS, de nordamerikanske US GAAP-regnskabsstandarder, de japanske regnskabsstandarder for børsnoterede selskaber, de hollandske, de tyske, de belgiske, de engelske osv.
I Danmark findes en officiel taksonomi målrettet mod årsrapporter, der aflægges efter årsregnskabslovens regnskabsklasse B og C. Den dækker også regnskabsstatistikken til Danmarks Statistik. Den danske taksonomi er udviklet af Erhvervsstyrelsen, der koordinerer statens XBRL-projekt.

### Instansen
Instansen indeholder alene rapportdata baseret på den konkrete taksonomi, der er anvendt til rapporten. Der er ingen rapportelement-definitioner i instansen, i stedet indeholder instansen en reference til den anvendte taksonomi.

## XBRL-organisationen

### XBRL International
XBRL-sproget udvikles og vedligeholdes af XBRL International Inc. (XII), der er samlepunkt for de nationale XBRL-foreninger.
XII blev etableret i 1999 og har siden da arbejdet for at udvikle XBRL-sproget og anvendelsen heraf.
Med den brede opbakning til XBRL-standarden og anvendelsen heraf via taksonomier og frivillige eller lovkrævede rapporteringer fra de mest udbredte regnskabsstandarder og en række nationale regnskabsregelsæt er XBRL i dag de facto standard for forretningsmæssig årsregnskabsrapportering.[kilde mangler]
XBRL er dog ikke begrænset til regnskabsrapportering. Der er således også udviklet taksonomier til fx CSR rapporteringer, skattemæssige rapporteringer, Corporate Actions og mange andre formål.

### XBRL Danmark
Den danske XBRL forening blev etableret i maj 2004. Foreningen arbejder for at udbrede kendskabet til XBRL og fremme anvendelsen af XBRL. Medlemmerne af XBRL Danmark omfatter brancheforeninger, staten (via Erhvervssstyrelsen) og en meget stor del af de softwareleverandører, der leverer rapporteringsværkøjer til det danske marked. Foreningens medlemmer repræsenterer derfor en meget stor del af aktørerne, der arbejder med professionel rapportering til markedet og myndighederne i Danmark.
XBRL Danmark er medlem af XBRL International og XBRL Europe.

## XBRL-specifikationen
Den gældende version af XBRL-standarden er specifikation 2.1, som blev frigivet i 2003.
Der har været rettelser på specifikation flere gange, seneste i 2013.
Man finder specifikation på organisationens hjemmeside.
Teknisk set er XBRL baseret på XML-standarden, herunder anvendes især XML-Schema og XLink.
- XML-Schema anvendes til rapportelement definitioner og attributter
- XLink anvendes til linkbaser. De omfatter beskrivelse af rapportelementer og relationerne mellem rapportelementerne

### Danske udvidelser
Der er defineret danske udvidelser inden for XBRL-rammen.
Udvidelserne er organiseret i en række komponenter:
GSD (general and submission data)Beskriver indberetningsdata. Navnerummet er http://xbrl.dcca.dk/gsd (Webside+ikke+længere+tilgængelig)
ARR (approved auditor's reports)Revisorerklæring
MRV (management's review)Ledelsesberetning. Navnerummet er http://xbrl.dcca.dk/mrv (Webside+ikke+længere+tilgængelig)
SOB (statement of boards)Navnerummet er http://xbrl.dcca.dk/sob (Webside+ikke+længere+tilgængelig)
IFRS (IFRS-based financial statements)IFRS-information
IFRS-DK (Danish extension to IFRS-based financial statementsDanske udvidelser til IFRS-information

## Lovkrav om XBRL i Danmark
I Danmark er det med Folketingets enstemmige vedtagelse den 7. april 2011 af lovforslag L 139 blevet lovpligtigt for selskaber at aflægge deres officielle årsrapport med brug af XBRL. Lovpligten indtræder forskelligt, afhængig af hvilken regnskabsklasse (efter årsregnskabsloven) som årsrapporten aflægges efter.
Kravet indfases ud fra den regnskabsklasse, som selskabets årsrapport aflægges efter.
| Regnskabsklasse | XBRL obligatorisk for regnskabsår med    |
| --------------- | ---------------------------------------- |
| B               | balancedato 31. januar 2012 eller senere |
| C               | balancedato efter 31. december 2012      |
| D               | balancedato efter 31. december 2013      |

* Afleveringsfristerne er opdateret for regnskabsklasse C og D. Fristerne blev udskudt efter beslutning i Erhvervsstyrelsen.

### Afleveringsmetoder for den danske årsrapport
Den digitale årsrapport kan afleveres på to måder
- REGNSKAB BASIS.

Indtastningsløsning på Virk.dk udviklet til B-selskaber, som ikke selv har XBRL-klargjorte værktøjer til regnskabsopstilling, eller som anvender en revisor eller en regnskabsfører, der ikke har XBRL-klargjorte værktøjer. Med REGNSKAB BASIS kan selskabet, regnskabsføreren eller revisoren indtaste og udarbejde årsrapporten online. Den skal herefter udskrives fra REGNSKAB BASIS og godkendes på generalforsamlingen. Når årsrapporten er godkendt (papir-versionen), skal godkendelsen registreres via REGNSKAB BASIS systemet. Derved sender REGNSKAB BASIS systemet en pdf-version og en XBRL version af årsrapporten ind i Erhvervsstyrelsens Årsrapport-modtagesystem. REGNSKAB BASIS er udviklet til de årsrapporter der aflægges efter regnskabsklasse B – uden tilvalg af regler fra regnskabsklasse C.
- REGNSKAB SPECIAL.

Denne indsendelsesløsning skal bruges af selskaber, der aflægger årsrapport med brug af regler fra regnskabsklasse C, herunder årsrapporter efter klasse B med tilvalg af enkelt-regler fra klasse C. REGNSKAB SPECIAL indebærer, at årsrapporten skal udarbejdes af selskabet, en regnskabsfører eller revisor, i deres eget regnskabsopstillingssystem. Systemet skal kunne producere både en pdf-version og en XBRL version af årsrapporten.

### Forenklet digital indberetning for danske årsrapporter
Årsrapporter udarbejdet i REGNSKAB BASIS aflægges som en "forenklet digital indberetning".
Digitale årsrapporter der indsendes via REGNSKAB SPECIAL, kan også anvende reglerne om "forenklet digital indberetning".
Digitale årsrapporter aflagt efter de forenklede regler er meget nemmere at udarbejde. Til gengæld har de en lavere digital informationsværdi.
For regnskabsbrugerne medfører forenklede årsrapporter f.eks., at det er umuligt at udtrække alle relevante regnskabsinformationer fra den digitale årsrapport. Det bliver også vanskeligere (eller umuligt), at automatisere kontrollen af de indre sammenhænge i årsrapporten.
I en forenklet digital årsrapport er oplysningerne ikke aflagt detaljeret, mens sammenklumpes i stedet i store tekstblokke. For årsrapportens noter, der typisk består af en talopstilling og en forklarende tekst, medfører det at både talopstilling og forklaring rapporteres som en samlet tekst.
I en detaljeret digital årsrapport udgør hvert enkelt "felt" i talopstillingen en individuel oplysning i den digitale årsrapport. Den forklarende notetekst kan være opdelt i et eller flere data, afhængig af de konkrete forhold.

### Reglerne for forenkelt digital indberetning gælder kun i en overgangsperiode.
Det fremgår af indsendelsesbekendtgørelsen, at reglerne med forenklet digital indberetning kun gælder i en overgangsperiode.
Det fremgår ikke hvor længe overgangsperioden gælder.
Erhvervsstyrelsen har oplyst, at det er helt sædvanlig praksis, at en lovbekendtgørelse gælder indtil der vedtages en ny lovbekendtgørelse. Vedtagelse af en ny bekendtgørelse af hænger af politiske processer og kan derfor vanskeligt fastlægges på forhånd.
Periodens udstrækning afhænger formentlig af forskellige forhold.
- Hvornår Erhvervsstyrelsens indtastningssystem (REGNSKAB BASIS) bliver færdigtudviklet.
- Hvornår Erhvervsstyrelsen åbner for adgang til de digitale årsrapporter så regnskabsbrugerne kan begynde at anvende dem. Det gælder f.eks. pengeinstitutterne og kreditoplysningsbureauerne.
- Hvornår erhvervslivet og deres interesseorganisationer konstaterer, at de forventede samfundsøkonomiske fordele i form af effektive dataudtræk, automatiske regnskabsanalyser, bedre underbyggede kreditvurderinger, flere statistiske informationer m.v., som blandt andet lå bag lovkravet om digitalisering af årsrapporterne, ikke kan opnås på grund af manglende informationsværdi i de forenklede digitale årsrapporter. Det skal ses i lyset af, at erhvervslivet har investeret i digitalisering af deres årsrapporter.
- Hvornår der opstår et politisk pres for at skabe de fordele, som lå bag lovkravet.

## International XBRL udbredelse
XBRL er lovpligtigt i en lang række lande til f.eks. årsrapporter, skatteopgørelser og myndighedskontrol-rapportering.
I for eksempel USA skal alle børsnoterede selskaber aflægge kvartalsrapporter og årsrapporter i XBRL. Det blev implementeret i perioden 2009-2011.